# 원동 매화축제
원동 매화축제는 경상남도 양산시 원동면 일원에서 개최하는 지역 축제로 매년 3월경에 열린다. 낙동강변 기찻길을 따라 화사하게 핀 매화를 배경으로 따뜻한 인심과 함께 다양한 볼거리와 풍성한 이벤트로 양산의 대표 특산물인 원동 토종매실 의 우수성을 널리 홍보하는 시민 참여축제이다. 시작년도는 2004년이며 2일동안 열린다.